# Aechmea glandulosa
Aechmea glandulosa är en gräsväxtart som beskrevs av Elton Martinez Carvalho Leme. Aechmea glandulosa ingår i släktet Aechmea och familjen Bromeliaceae. Inga underarter finns listade i Catalogue of Life.